# Missulena melissae
Espèce
Missulena melissae est une espèce d'araignées mygalomorphes de la famille des Actinopodidae.

## Distribution
Cette espèce est endémique d'Australie-Occidentale. Elle se rencontre dans le parc national Millstream-Chichester et à Corunna Downs dans le Pilbara.

## Description
Le mâle holotype mesure 8,00 mm.

## Étymologie
Cette espèce est nommée en l'honneur de Melissa Thomas, la compagne de Volker W. Framenau.

## Publication originale
- Miglio, Harms, Framenau & Harvey, 2014 : Four new mouse spider species (Araneae, Mygalomorphae, Actinopodidae, Missulena) from Western Australia. ZooKeys, no 410, p. 121-148 (texte intégral).